# III/6.º Comando de Aeródromo E
El 6º Comando de Aeródromo E (Flieger-Horst-Kommandantur E 6./III) fue una unidad de la Luftwaffe durante la Segunda Guerra Mundial.

## Historia
Fue formado en mayo de 1940 en Neuhardenberg. El 1 de abril de 1944 es renombrado 202.º Comando de Aeródromo E (v).

## Comandantes
- Mayor Hermann Schinkel – (27 de octubre de 1941 – 13 de febrero de 1942)
- Mayor Peter Bouillon – (13 de febrero de 1942 – 1 de octubre de 1942)
- Mayor Erich Hill – (1 de octubre de 1942 – 1 de noviembre de 1942)
- Mayor Fritz Henrici – (1 de noviembre de 1942 – 23 de agosto de 1943)
- Mayor Rudolf Henzel – (23 de agosto de 1943 – 7 de febrero de 1944)
- Mayor Franz Seemüller – (7 de febrero de 1944 – 1 de abril de 1944)

## Servicios
- mayo de 1940 – junio de 1940: en Neuhardenberg.
- junio de 1940 – octubre de 1940: en Gabbert.
- octubre de 1940 – agosto de 1941: en Focsani-Süd.
- septiembre de 1941 – noviembre d 1941: en Tiraspol.
- noviembre de 1941 – agosto de 1942(?): en Sarabus.
- agosto de 1942 – marzo de 1944: en Bagerovo.
- marzo de 1944 – abril de 1944: en Sihlele (Rumania).